# Битка при Розебеке
Битката при Розебеке (понякога наричана Битката при Вестрозебеке, по днешното име на близкото село) се състои на 27 ноември 1382 г., между фламандската армия, под командването на Филип ван Артевелде и френските войски на граф Луи II Фландърски, които са изпратени на помощ от френския крал Шарл VI, след като графът е претърпял поражение преди това, по време на битката при Беверхоутсвелд. Фламандската армия е победена, Филип ван Артевелде е убит и тялото му е изложено на показ.